# 莫特維爾 (紐約州)
莫特維爾（英語：Mottville）是位於美國紐約州奧農達加縣的非建制地區。

## 歷史
莫特維爾的郵局自1832年營運至今。

## 地理
莫特維爾所處的海拔為高於海平面249米（即817英呎），而該地所採用的時區為UTC-5，即北美东部时区（EST）。同時該地設有夏令時間，為UTC-5調快一小時，即UTC-4（EDT）。